# Laila Kinnunen
Laura Annikki (Laila) Kinnunen, gift Mišić (født 8. november 1939 i Helsinge kommun, død 26. oktober 2000 i Heinävesi), var en finsk sangerinde, som havde sin storhedstid i 1950'erne og 1960'erne. Hun vandt stor berømmelse i Finland, Sverige, og i Tyskland. Hun havde sprogøre og indsang sange på finsk, svensk, engelsk, afrikaans, og russisk. Hun har også sunget tre danske sange, "Dansevise", "Forelsket i København" og "Du får den kolde skulder" i finske udgaver. Endividere indsang hun også Vårvalsen, bl.a. sammen med Dario Campeotto.

## Liv og gerning
Laila Kinnunen tilbragte sin barndom som finnebarn i Sverige og vendte tilbage til Finland som 10-årig. Hun vandt en sangkonkurrence i Helsingfors i 1955 og blev solosangerinde i Lasse Pihlajamaas orkester 1956. Senere sang Kinnunen også i blandt andet i Olli Hämes og Erkki Melakoskis orkestre. Den første indspilning, "Lazzarella" fra 1957, blev omgående en succés. Andre fremgangsrige indspilninger fra 1950'erne var blandt andre finske versioner af sangene "Everybody Loves a Lover", "Fever", "Marina", "Jazzbacillen" og "Petite fleur".
Da Finland debuterede i Eurovision Song Contest i 1961 i Cannes i Frankrig, sang Kinnunen Finlands bidrag. Melodien "Valoa ikkunassa" ("Lys i vinduet") kom på en delt 10. plads. Derefter turnerede Kinnunen blandt andet i Sverige, Vesttyskland og Nederlandene. Kinnunen deltog også i Finlands udtagelseskonkurrencer til Eurovision Song Contest i 1962, 1966, 1967 og 1969.
I 1960'erne indspillede Laila Kinnunen sine mest inderlige og afvekslende tolkninger af ikke-finsk musik, blandt andet inden for genrerne bossa nova, jazz, folkemusik og musical. De mest kendte af dem var de finsksprogede versioner af "På Manchuriets højder", "Desafinado", "One Note Samba", "Garota de Ipanema" og "Du". Hun indspillede også nogle sange med sin søster Ritva Kinnunen. I 1980 gjorde Kinnunen et mindre comeback med singlen "Kohtalon lapsi" / "Toiset meistä".
Skandalepressen rettede i de sidste år af hendes liv opmærksomheden mod hendes alkoholproblemer.
Laila Kinnunen var gift to gange, med skuespilleren Ville-Veikko Salminen og med den jugoslaviske musiker Mišo Mišić. Med sidstnævnte fik hun datteren Milana Mišić, som lige som moderen blev sangerinde men tillige uddannet optiker.

## Diskografi
- Laila (LP, Scandia 1965)
- Iskelmiä vuosien varrelta (LP, Scandia 1974)
- Ajaton Laila Kinnunen (LP, Scandia 1974)
- Sävelkansio (LP, Helmi 1980)
- Valoa ikkunassa (2LP, Helmi 1986)
- 32 ikivihreää (2LP, Safir 1989)
- 24 ikivihreää (CD, Finnlevy 1989)
- Mandschurian kummut (CD, Basebeat 1989)
- Unohtumattomat (CD, Helmi 1992)
- Parhaat (3CD, Valitut Palat 1994)
- 20 suosikkia – Lazzarella (CD, F Records 1996)
- 20 suosikkia – Valoa ikkunassa (CD, F Records 1996)
- 20 suosikkia – Mandshurian kummut (CD, F Records 1997)
- 20 suosikkia – Idän ja lännen tiet (CD, F Records 1997)
- Muistojen laila (CD, F Records 1999)
- Kaikki kauneimmat (CD, F Records 2000)
- Muistojen kyyneleet - 20 ennen julkaisematonta laulua (CD, Mediamusiikki 2001)
- Kadonneet helmet: 20 ennenjulkaisematonta laulua (CD, Mediamusiikki 2002)
- Kadonneet helmet 2: 20 ennenjulkaisematonta laulua (CD, Mediamusiikki 2004)
- 30 suosikkia (CD, Warner Music 2007)
- Suuret Suomalaiset – 80 klassikkoa (4 CD, Warner Music Finland Oy 2016)